# Haven van Antwerpen-Brugge
De Haven van Antwerpen-Brugge, vaak wordt het Engelstalige Port of Antwerp-Bruges gebruikt, is de naam voor de publieke beheersmaatschappij die de havens van Antwerpen en Zeebrugge beheert sinds de havens in 2022 gefuseerd zijn. De fusie werd op 12 februari 2021 aangekondigd in het Antwerps Havenhuis.
De Haven van Antwerpen-Brugge is de grootste exporthaven, huisvest het grootste chemische cluster in Europa en is de grootste haven voor cruiseschepen in de Benelux. Daarnaast is het de grootste haven voor overslag van voertuigen wereldwijd en is het de 12e grootste containerhaven in de wereld gerekend in twenty foot equivalent units.

## Achtergrond
De fusie is het resultaat van drie jaar onderhandelen. Renaat Landuyt, in 2018 burgemeester van Brugge, zette het licht op groen voor de fusie. Een nieuwe publieke beheersmaatschappij zal het beheer overnemen van MBZ (Zeebrugge), samen met het Havenbedrijf Antwerpen. Antwerpen heeft 80,2% belang in de maatschappij, Zeebrugge 19,8%. Anno 2021 bedroeg de gezamenlijke trafiek 289 miljoen ton. Door de overslag van 157 miljoen ton containers is de fusiehaven de grootste containerhaven in Europa.
De fusie vraagt om een aanpassing van het Vlaams havendecreet. De havens verschaffen samen direct en indirect 150.000 mensen arbeid. Het samengaan zal niet leiden tot banenverlies. 
Het bedrijf heeft als statutaire naam 'Haven van Antwerpen-Brugge NV', met als afkorting POAB (Port of Antwerp-Bruges), het voert op haar website en communicatie, inclusief logo, meestal de Engelstalige naam Port of Antwerp-Bruges. In de goedkeuring van de statuten van de onderneming wordt gesteld dat ze ook opereert onder de handelsbenamingen 'Havenbedrijf Antwerpen-Brugge', 'Port of Antwerp-Bruges', of 'Antwerp-Bruges Port Authority'.

## Energiehub
De rol die de Haven van Antwerpen-Brugge wil spelen op het vlak van energie zal zich toespitsen op de invoer naar Europa van groene waterstof en de productie ervan. Samen met het hergebruik van CO2 wordt groene waterstof gezien als alternatieve energiebron voor de chemische industrie in en rond de haven van Antwerpen. Hiervoor zal Zeebrugge als energiehub fungeren.

## Operationele gegevens
In de eerste drie jaren van het bestaan, is gemiddeld 280 miljoen ton vracht op jaarbasis in de havens overgeslagen.
|                   |                        |                        | 2021   | 2022   | 2023   |
| ----------------- | ---------------------- | ---------------------- | ------ | ------ | ------ |
| Aanvoer           | Aanvoer                | Aanvoer                | 142,3  | 146,5  | 137,3  |
| Afvoer            | Afvoer                 | Afvoer                 | 146,6  | 140,5  | 134,1  |
| TOTAAL            | TOTAAL                 | TOTAAL                 | 288,9  | 287,0  | 271,4  |
| → waarvan:        | containers             |                        | 159,0  | 145,3  | 136,7  |
| → waarvan:        | containers             | (miljoen TEU)          | 14,2   | 13,5   | 12,5   |
| → waarvan:        | roll-on-roll-off       | roll-on-roll-off       | 20,2   | 21,5   | 21,0   |
| → waarvan:        | massagoed              | massagoed              | 97,5   | 108,9  | 103,6  |
| → waarvan:        | conventioneel stukgoed | conventioneel stukgoed | 12,2   | 12,3   | 10,0   |
| Aantal zeeschepen | Aantal zeeschepen      | Aantal zeeschepen      | 21.408 | 21.047 | 20.159 |